# 森本千絵
森本 千絵（もりもと ちえ、1976年4月26日 - ）は、日本のアートディレクター、コミュニケーションディレクター。
goen°主宰、武蔵野美術大学視覚伝達デザイン学科客員教授。結婚後の本名は房 千絵（ふさ ちえ）。

## 略歴
青森県三沢市生まれ。東京都育ち。目黒星美学園小学校、目黒星美学園中学校・高等学校、武蔵野美術大学（視覚伝達デザイン学科）卒業。1999年博報堂入社。2007年株式会社goen°設立。
博報堂在籍時から、広告のグラフィックやCM制作のほか、商品企画、パッケージデザインなどを幅広く担当。
特にMr.Children、ゆず、松任谷由実、Official髭男dismなどミュージシャンのアートワークやMVの制作が多く、
また山田洋次、是枝裕和、三谷幸喜ら映画/演劇系の宣伝美術なども手がける。
社名のgoen°は「ご縁」から来ており、人や商品との出会いを大切にし、そして新しく創り出したいという想いが込められた。
人や商品を最大限に魅力化するのが目的であり、案件ごとにアプローチが変わるのは自然なことだとする社風のため、
アウトプットするメディアや作風、規模等は様々である。
現在は広告の企画演出、商品開発、装丁、映画・舞台の美術、地域再生プロジェクト、教育デザイン、動物園や保育園の空間ディレクションなど、業態や領域にとらわれずにあらゆる形のコミュニケーションデザインを行っている。

## 主な作品

### 広告
- FIVE FOXes Ci.,LTD.COMME CA ISM ポスター、店内パネル（1999年）
- プレイステーション2「クラッシュ・バンディクー」CM、「ポケ単」交通広告・CM、月報「道」雑誌広告・ブックデザイン（1999年）
- 日産自動車「レッドステージ・ブルーステージ」新聞広告、「ドライブスルー」（2000年）、「ラシーン」ポスター・雑誌広告（2000年）
- 日本コカ・コーラ「ミニッツメイド」、爽健美茶「しぜんに しぜんに」（2002年）
- ツムラ薬用入浴液「しっとりちゃんとつるつるちゃん」（2001年）
- 日本中央競馬会「GO! JRA Jockey」（2001年）
- Mr.Children『Mr.Children 1992-1995』『Mr.Children 1996-2000』新聞広告・交通広告（2001年）、「君が好き」『IT'S A WONDERFUL WORLD』新聞広告・ポスター・雑誌広告（2002年）
- 烏龍舎人材募集告知・雑誌告知・ポスター（2002年）
- Jリーグ「A3 MAZDA CHAMPIONS CUP 2003」（2003年）
- マンナンライフ「蒟蒻畑」（2003年）
- ヒュンダイ「NEW XG 巨大ビルボード 社長と小倉優子編」（2003年）
- ワールド通商「FRANCK MULLER」「E.C.W」（2003年）
- キリンビール「8月のキリン」（2003年）、「一番搾り」「小麦」（2004年）
- ピーチジョン ピーチジョンカタログ告知CM（2004年）
- 富士フイルム「一枚の写真」シリーズ（赤ちゃん編、女子高生編、孫たち編）（2004年）
- 日産自動車「NOTE」（坂道編・ジオラマ編）（2005年）
- 三陽商会「AMACA」（2005年）
- 協和発酵企業広告  （2005年）
- 日本新聞協会「ハッピーニュース」（2005年）
- 月桂冠「定番酒つき」（彼女の夢編、赤の連想編）（2005年）
- DIC企業広告「イロニンゲン」（2006年）、「登場編・出会い編・あたらしい世界編」CM・新聞広告・交通広告（2007年）
- コーセー「FASIO」（STAND UP GIRLS篇）（2007年）
- 京都造形芸術大学30周年記念「混沌から踊り出る星たち2007」チラシ（2007年）
- 森ビル表参道ヒルズ「Omotesando Hills Chirstmas」ポスター（2007年）
- 三菱地所「想像力会議」（2008年）
- ワコール「LALAN」（2008年）
- 表参道ヒルズ「NINAGAWA WOMAN」（蜷川実花写真展）（2007年）
- 静岡県立美術館「風景ルルル展」（2008年）
- 赤坂大歌舞伎（中村勘三郎）（2009年）
- 映画『空気人形』（2009年）
- SONY「make.believe」ポスター・テレビCM「好奇心に、出会おう。」編（2010年）
- サントリー「BOSS SILKY BLACK」（2009～2011年）「歌のリレー」（2011年）
- 相模屋食料「おとうふいちばん」（2011年）
- KDDI（au） iida搭載アプリ「sorato」（2011年）
- オンワード樫山「組曲」（2012年〜）
- niko and...（2012年〜2013年）（2018〜2019年）
- キヤノン EOS M（2012年）
- 映画『海街diary』（2015年）
- Johnsonville JAPAN「ジョンソンヴィル」（2015年）
- オンワード樫山「SHARE PARK Christmas 2015」（2015年）
- Mr.Children 25周年新聞広告（2017年）
- NHK連続テレビ小説『半分、青い。』メインポスター（2018年）
- niko and...ポスター・テレビCM「あ、ハル　花」篇(2019年）
- ベルシステム24　40周年 広告制作「心を重ねる」谷川俊太郎さんの言葉で伝える感謝と決意のメッセージ（2022年）
- 『Mr.Children「GIFT for you」』メインビジュアル（2022年）
- 松任谷由実「YUMING MUSEUM「50TH ANNIVERSARY EXHIBITION」」新聞広告、ポスター、グッズ（2022年）

### 音楽CD・DVDジャケット
- akiko
  - 『Vida』（2007年）
- 絢香
  - 『THIS IS ME ～絢香 10th anniversary BEST～』
- AKB48
  - 『桜の木になろう』（2009年）
- エレファントカシマシ
  - 『ワインディングロード/東京からまんまで宇宙』（2011年）
- 大塚愛
  - 『LOVE is BEST』（2009年）
  - 『ゾッ婚ディション/LUCKY☆STAR』（2010年）
  - 『I ♥ ×××』（2010年）
- Official髭男dism
  - 『Laughter』（2020年）
  - 『HELLO EP』（2020年）
  - 『Universe』（2021年）
  - 『Editorial』（2021年）
  - 『ミックスナッツ』（2022年）
- KAN
  - 『よければ一緒に』（2010年）
- キマグレン
  - 『あえないウタ』（2008年）
  - 『LIFE』（2008年）
  - 『ZUSHI』（2008年）
  - 「愛 NEED」（2008年）
  - 『天国の郵便ポスト』（2009年）
  - 『空×少年』（2009年）
- 小林武史
  - 『WORKS I』（2008年）
- 坂本美雨
  - 『Harmonious』（2006年）
  - 『朧の彼方、灯りの気配』（2007年）
  - 『Zoy』（2008年）
  - 『PHANTOM girl』（2009年）
  - 『HATSUKOI』（2009年）
  - 『I'm yours!』（2012年）
- Salyu
  - 『peaty』（2005年）
  - 『彗星』（2005年）
  - 『landmark』（2005年）
  - 『TERMINAL』（2007年）
  - 『Salyu 20th Anniversary Tribute Album "grafting"』（2024年）
- 沢田研二
  - 『cocolonooto』（2008年）
- 7!!
  - 『フォーリンラブ』（2011年）
  - 『ラヴァーズ』（2011年）
  - 『バイバイ』（2011年）
  - 『スウィート・ドライブ』（2012年）
- HAYABUSA
  - 『HAYABUSA2』（2006年）
  - 『Miracle』（2006年）
- HARUHI
  - 『BANQUET』（2016年）
- Bank Band
  - 『ap bank fes '05』（2005年）
  - 『ap bank fes '06』（2006年）
  - 『ap bank fes '07』（2008年）
  - 『ap bank fes '09』（2010年）
  - 『沿志奏逢3』（2010年）
  - 『ap bank fes '11 Fund for Japan』（2012年）
  - 『ap bank fes '12 Fund for Japan』（2013年）
  - 『こだま、ことだま。』（2016年）
  - 『forgive』（2021年）
  - 『沿志奏逢4』（2021年）
- 一青窈
  - 『歌窈曲』（2012年）
  - 『一青十色』（2012年）
- 松任谷由実
  - 『POP CLASSICO』（2013年）
  - 『宇宙図書館』（2016年）
  - 『深海の街』（2020年）
- Mr.Children
  - 『HOME』（2007年）
  - 『GIFT』（2008年）
  - 『HANABI』（2008年）
  - 『SUPERMARKET FANTASY』（2008年）
  - 『Mr.Children DOME TOUR 2009 〜SUPERMARKET FANTASY〜 IN TOKYO DOME』（2010年）
  - 『SENSE』（2010年）
  - 『ヒカリノアトリエ』（2017年）
  - 『Mr.Children 1992-2002 Thanksgiving 25』（2017年）
  - 『Mr.Children 2003-2015 Thanksgiving 25』（2017年）
  - 『himawari』（2017年）
  - 『Mr.Children DOME & STADIUM TOUR 2017 Thanksgiving 25』（2018年）
  - 『永遠』（2022年）
  - 『Mr.Children 2011-2015』（2022年）
  - 『Mr.Children 2015-2021 & NOW』（2022年）
  - 『Mr.Children 30th Anniversary Tour 半世紀へのエントランス』（2023年）
  - 『miss you』（2023年）
  - 『記憶の旅人』（2024年）
  - 『in the pocket』（2024年）
  - 『miss you LIVE』（2025年）
- 美津留
  - 『躾』（2008年）
- miwa
  - 『あなたがここにいて抱きしめることができるなら』（2015年）
  - 『SPLASH☆WORLD』（2016年）
- 山田タマル
  - 『回廊』（2006年）
- ゆず
  - 『虹』（2009年）
  - 『FURUSATO』（2009年）
- ゆずグレン
  - 『two友』（2009年）
- 映画『スノープリンス』（2009年）
- 20th Century
- 『水曜日』（2022年）
- 『ツラいチャプター/メイプルと君と』（2022年）

### ミュージック・ビデオ
- 坂本美雨「Harmonious」（2006年）、「The Never Ending Story」（2006年）、「PHANTOM girl First Love」（2010年）、「HATSUKOI」（2011年）、「Precious」（2011年）
- 柳田久美子「スターライト」
- THE CONDORS「真夏帝国」芳賀薫監督と共作。（2007年）
- Mr.Children「彩り」（2007年）、「エソラ」（2008年、児玉裕一と“こだまgoen°”として共作）、「生きろ」（2022年）
- キマグレン「あえないウタ」（2008年）「LIFE」（2008年）
- ゆず「はるか」「FURUSATO」（2009年）
  - 「虹」（2009年）牧鉄馬と共作。
- ゆずグレン「TWO友」（2009年）
- 大塚愛「Is」（2009年）、「ゾッ婚ディション」「I ♥ ×××」（2010年）
- エレファントカシマシ「ワインディングロード」「東京からまんまで宇宙」（2011年）
- 松任谷由実「Babies are popstars」（2013年）
- 絢香『THIS IS ME ～絢香 10th anniversary BEST～』（2016年）
- 松任谷由実「宇宙図書館」（2016年）
- HARUHI「BANQUET」（2016年）
- Official髭男dism「HELLO」（2020年）
- Bank Band「forgive」（2021年）
- JUJU「花」（2022年）

### TV・ラジオ番組
- Good Job!会社の星（NHK総合）タイトルバック（2007年）
- 日曜劇場『ハタチの恋人』（TBS） タイトルバック・ポスター・DVDジャケット（2007年）
- ネオコラ!東京環境会議（フジテレビ）小林武史・倉本美津留・丹下紘希らと演出（2008年）
- ラジオ番組物語CD集「お話でてこい」（NHK） CDジャケット（2008年）
- NHK 勤労女子ドキュメント『カンテツな女』（NHK総合）タイトルバック（2009年）
- おかあさんといっしょ『モノランモノラン 』（NHK教育）ロゴ・タイトルバック（2009年）
- 大河ドラマ『江』（NHK総合）ポスター・DVD・CDジャケット（2010年）
- ハピえいご『MooMoo Family SHOW』（NHK教育）「こだまgoen゜（児玉裕一＋森本千絵）」として原案・キャラクターデザイン（2010年）
- ザ・少年倶楽部プレミアム（NHK総合）タイトルバック（2010年）
- 連続テレビ小説 てっぱん（NHK総合）タイトルロゴ、オープニング映像など（2010年～2011年）
- ノイタミナ うさぎドロップ（フジテレビ）オープニング映像（2011年）
- ゴーイング マイ ホーム（フジテレビ）オープニングタイトル（2012年）
- ハーゲンダッツ「ハーゲンダッツ Web CM」（2015年）
- いないいないばあっ!（NHK Eテレ）ぽぅぽキャラクターデザイン（2023年）[4]

### ロゴ・空間デザイン
- 『ap bank fes』ロゴ（2009年）
- kurkku ロゴ・コンセプトブック・雑誌広告（2006年）
- ゼラチンシルバーセッション ロゴ・ブックデザイン・DM（2006年）
- Art Jam Contemporary ロゴ・DM（2008年）
- KDDIエコプロジェクト「solamido」キャラクター・ロゴ・WEB（2008年）
- 店舗 Vegekitchen デコレーションズ ロゴ・空間デザイン（2008年）
- 農林水産省 マルシェ・ジャポン ロゴ・リーフレット（2009年）
- サンリオ「35th Anniversary Hello Kitty Colors」アイデンティティロゴ・ムービー・ムービー第二弾「こころのことば」・ポスター（2009年）
- 小学生向け英語教材「BE-GO Global」（2009年）
- 商業施設 Yotsubako（2009年）
- ゆずプレゼンツ『音野祭り2009 〜神奈川ゆかいな仲間達〜』（2009年）
- はじまり はじまり えん niko 二子玉川認証保育園（2010年）空間デザイン - 2011年度グッドデザイン賞受賞作品
- イムズ つながるつながるクリスマス（2010年）
- 矢崎仁司監督作品　映画スイートリトルライズ（2010年）
- 構想日本 事業仕分け（2010年）
- 渡辺エンタテイメント ハライチ・ロッチ・我が家による「クレイジーラッツ」ブランドデザイン・衣装・ロゴ（2010年）
- STEVE'NSTEVEN コーポレートデザイン（2011年）
- 鹿児島県よしどめ歯科 よしどめキッズデンタルランド「ワハハ」ロゴ、空間デザイン、ストーリー、絵本（2011年）
- 東京スカイツリー・東京ソラマチ内テレビ局グッズショップ「Tree Village」ロゴ・空間デザイン、グッズ（2011年）
- 丸山敬太20周年祭 丸山景観メインビジュアル製作・空間デザイン・グッズ（2014年）
- SHARE PARKオンワード樫山の新ブランド・ロゴ制作・コンセプト作り（2014年）
- 東急二子玉川ライズクリスマスツリー（2018年〜2020年）
- 株式会社SkyDrive ロゴ、CIリニューアル、PR広告 (2019年〜）
- 武蔵野市エコリゾート ロゴ、キャラクター、内装の意匠デザイン（2020年）
- 青森空港ステンドグラス「青の森へ」(2021年）

### グッズ・教材
- 広告サミット「森川まんじゅう」 パッケージ箱・のぼり・Tシャツ（2005年）
- Salyu『TERMINAL』Tシャツ・缶バッジ（2007年）
- Mr.Children ツアーグッズ（2007年～）
- Bank Band『ap bank fes』（2005年～）
- ap bank『AP BANG! 東京環境会議』タオル（2007年）
- ゆず ツアーグッズ（2009年）
- TBS『ハタチの恋人』ポーチ（2007年）
- TBS『赤坂大歌舞伎』手ぬぐい（2009年）
- ベネッセコーポレーション「BE GO Global」教材（2009年～2010年）
- 日本テレビ『24時間テレビ 力〜わたしは、たいせつなひとり。〜』チャリティTシャツ・缶バッジ（2011年）
- SNOOPY'S BEAGLEHUG Peanuts 65周年の企画ロゴから、全体のキャラクターデザイン・空間デザイン（2014年）
- ニューバランス CW620 コラボスニーカー（2015年）[5]
- 20th Century　ツアーグッズ（2022年）

### 舞台
- 新国立劇場2009/2010シーズン コンテンポラリーダンス 近藤良平「トリプルビル」 舞台美術・プログラム（2010年）
- シス・カンパニー公演 ジャン・コクトー × 三谷幸喜 × 鈴木京香「声」ポスターデザイン、舞台美術（2013年）

### ワークショップ
- coen° goen°主催の子供向けワークショップ（2011年〜）
- 新潟県長岡市　長岡市シティホールプラザ「アオーレ長岡」サイン計画・アートワーク・ワークショップ（2011年）

### 映像・展示
- いなだストーンエキシビジョン「ひらく石」（2006年）、「mom chair」（2007年）、「ト音すべり台」（2008年）稲田石材商工業協同組合
- 髙島屋「TOKYO in PROCESS」ロゴ・展示・ブランドデザイン（2007年）
- eA'T10 KANAZAWA「トキメキからだフェスティバル」映像・企画（2009年）
- en°木の実展 ワタリウム美術館併設の書店オン・サンデーズで開催された森本千絵、自身初の個展。これまでに手がけた作品から、個人的な宝物までの展示に加え、展示空間そのもの、併設のカフェまでをプロデュース。（2012年12月～2013年2月）
- 『声』にまつわる森本千絵展 舞台「声」にインスピレーションをうけ、同時期に表参道スパイラルガーデンで開催。（2013年）
- atelier goen°[6]にてMr.Children、Official髭男dism、鈴木杏などのアーティストコラボレーション企画展示を始め、goen°オリジナルアパレルなどの展開中（2022年〜）

## 書籍

### 著書
- 清川あさみ×瀧本幹也×森本千絵『futo―Kiyokawa Asami×Takimoto Mikiya×Morimoto Chie』 マドラ出版
- 大塚いちお×牧田智之×森本千絵×ROBOT『GIONGO GITAIGO J"ISHO』 ピエ・ブックス
- 池田晶紀『graphic wave 10 谷田一郎 東泉一郎 森本千絵 』 ギンザ・グラフィック・ギャラリー
- 森本千絵　初の作品集『うたう作品集』　誠文堂新光社
- 西畠清順『そらみみ植物園』カバー、アートディレクション（2013年） 東京書籍（株）
- KEITA MARUYAMA 20周年 全集大成作品集「丸山景観」六耀社
- 絵本『母と暮せば』（2015年、講談社） - 絵を担当。文の担当は山田洋次[7]
- 森本千絵「アイデアが生まれる、一歩手前のだいじな話」（2015年）サンマーク出版

### 装丁

#### 辞書
- 大塚いちお×牧田智之×森本千絵×ROBOT『GIONGO GITAIGO J"ISHO』 ピエ・ブックス（2004年）
- 山田真・毛利子来『育育児典』 岩波書店　グッドデザイン賞　受賞作品（2007年）

#### 写真集
- ホンマタカシ×東野翠れん『アムール翠れん』 プチグラ（2005年）
- 薄井一議『マカロニキリシタン』美術出版社（2006年）
- 若木信吾『TIME AND PORTRAITs』 アートビートパブリッシャーズ
- 蜷川実花『NINAGAWA WOMAN』（2007年）
- 若木信吾『山のあなた〜徳市の恋〜』 集英社（2008年）
- 『八戸レビュウ』 - 青森県八戸市のはっちで開催された写真展示会の写真集 美術出版社（2010年）

#### 文庫・書籍
- 太田麻衣子『8月のキリンノート』 小学館（2003年）
- 川崎徹『彼女は長い間猫に話しかけた』 マドラ出版（2005年）
- 日本新聞協会『HAPPY NEWS』 マガジンハウス（2005年）
- 佐藤弘『オブラディ・オブラダ』 光文社（2006年）
- 日本新聞協会『心がぽかぽかするニュース』文藝春秋（2006年）
- 折原みと『天国の郵便ポスト』講談社（2009年）
- 花村えい子『花村えい子のハッピーガールズコレクション』アスペクト （2009年）
- 北川悦吏子/前川奈緒『半分、青い。（上）』『半分、青い。（下）』文藝春秋文春文庫（2018年）

#### エッセイ
- 小泉今日子『小泉今日子の半径100m』 宝島社（2006年）
- 石田ひかり『しあわせのかたまり―赤ちゃんのちいさくて可愛いものたち』 BUONO（2007年）
- 草彅剛『クサナギロン』 集英社（2008年）
- 北川悠仁『はるか』幻冬舎（2009年）
- 自由が丘の白山米店『白山米店のやさしいごはん』ミシマ社（2010年）

#### アート
- タカノ綾『Tokyo Space Diary』 早川書房（2006年）

#### 雑誌
- 『広告批評』 マドラ出版（2008年4月号特集 「森本千絵 goenな人たち」）2008年4月から1年間手掛ける
- 『ぴあ』 2009年から『ススメルぴあ』をはじめるなど、リニューアルを手掛ける（2008年）
- 『hinism』（2006年 - 2008年）
- 『学研 ぷれりか』小学校低学年向け理科雑誌学研（2010年）
- 『TOKYO COVER』東京文化発信プロジェクト東京都歴史文化財団（2010年）

#### 年鑑
- 『TCCコピー年鑑2008』 宣伝会議（2008年）
- 全日本CM放送連盟『ACC年鑑』宣伝会議（2010年）

#### プログラム・パンフレット
- コンサート『音の愉しみ』プログラム（2002年）
- My Little Lover　パンフレット（2004年）

#### 企業
- ORBIS 「企業」（2006年）

## 出演

### テレビ
- トップランナー （2009年1月26日、NHK）
- クエスト〜探求者たち〜 ご縁を産む人　〜アートディレクター・森本千絵〜（2009年5月24日、WOWOW）
- 課外授業 ようこそ先輩 「“ハッピー”を贈ろう!～アートディレクター・森本千絵」（2009年6月7日、NHK）
- スタジオパークからこんにちはゲスト 2011年2月4日放送分（NHK総合）
- ユーミンのSUPER WOMAN 第2・3回ゲスト（2012年7月13日・20日、Eテレ）
- イタリア 驚異の3D天井画～ポッツォのバロック（2012年4月26日、NHK総合）
- 『アーホ！』目利きゲスト（2012年8月4日、フジテレビ）
- 未来シアター（2013年11月22日、日本テレビ）
- ボクらの時代 「森本千絵×北川悠仁×蔦谷好位置」（2014年2月16日、フジテレビ）
- SWITCHインタビュー 達人達（2015年7月4日、Eテレ）
- アナザースカイ（2018年1月12日、日本テレビ）
- Creator's Space(クリエイターズスペース) （2022年8月13日、日本テレビ）

### ラジオ
- MUSIC 24/7・森本千絵のエリンギとイベリコブタ（2013年10月3日 - 2014年3月27日、TBSラジオ）
- SMILIN'SUNSHINE（2014年10月3日 ‐ 2015年3月27日、J-WAVE、毎週金曜13:05〜13:25）

## 受賞歴
- N.Y.ADC賞、東京ADC賞 - ADC、JAGDA、TDC会員
- ONE SHOWゴールド、アジア太平洋広告祭ゴールド
- 50th ACC CM FESTIVAL特別賞「ベストアートディレクション賞」
- 2011年日経ウーマンオブザイヤー・準大賞受賞
- 第4回伊丹十三賞 - 女性初、最年少で受賞[8][9]。
- グッドデザイン賞受賞
- 日本建築学会賞
- 第４回東奥文化選奨賞

他多数